# Richard Lortz
Richard Lortz (Nueva York, 13 de enero de 1917 - íd., 5 de noviembre de 1980), dramaturgo, guionista y novelista estadounidense.

## Biografía
De sus tres novelas de terror, Los hijos de la noche (1974) se considera la mejor y fue reimpresa en 1981 on otro título. En The Valdepeñas (Sagoponack, NY: Second Chance Press, 1980) reimprimió con otro título A summer in Spain (1961). Escribió cuatro guiones en 1953 para la serie de televisión Suspense y uno en 1954 para otra serie, Danger. Muchas de sus obras se han traducido al francés y al portugués.

## Obras

### Novelas
- Children of the Night, Nueva York, Dell Publishing, 1974; se republicó con otro título: Dracula's Children. Sagaponack, New York: The Permanent Press, 1981
- Lovers living, lovers dead, New York: Putnam, 1977.
- Bereavements, Sagaponack, N.Y.: Permanent Press, 1980.
- That moment of passion. Sydney: Scripts, [1970]
- A crowd of voices; a novel of a family in conflict. Indianapolis, Bobbs-Merrill [1958] y London, 1960.
- A summer in Spain (1961), reimpreso con otro título, The Valdepeñas (Sagoponack, NY: Second Chance Press, 1980).

### Teatro
- Voices: a one-act play Elgin, Ill.: Performance Pub., 1973.
- The widow: a one-act play Elgin, Ill.: Performance Pub., 1973.
- The others [screenplay], New York : Vista Productions, [197-?]
- Of sons and brothers; a play. New York, Studio Duplicating Service, 1970.

- Datos: Q16625428